# Toma de Cádiz
La toma de Cádiz transcurrió entre el 30 de junio y el 15 de julio de 1596 por parte de una gran flota inglesa bajo el mando del almirante Charles Howard y de las tropas de Robert Devereux, II conde de Essex, con el apoyo de las Provincias Unidas de los Países Bajos durante la guerra anglo-española y la guerra de Flandes.
La falta de previsión y de organización de las fuerzas españolas, y la escasa resistencia de estas contra los atacantes, dieron como resultado la rápida victoria inglesa. Tras destruir la armada española presente en la bahía de Cádiz, las fuerzas atacantes desembarcaron, capturando y saqueando la ciudad; antes de su retirada tomaron varios rehenes de entre las principales personalidades de la ciudad, que fueron llevados a Inglaterra y aprisionados en espera del pago de su rescate.
Las pérdidas económicas causadas durante la toma fueron cuantiosas: la ciudad resultó incendiada, al igual que la flota, en la que fue una de las principales victorias inglesas en el transcurso de la guerra; España se declararía en quiebra ese mismo año.

## Contexto

### Casus belli
A finales del siglo XVI, la Monarquía católica, que en 1580 había anexionado el Reino de Portugal y sus posesiones, era la mayor potencia mundial; estaba en constante expansión en las Indias, y contaba con el apoyo de los Habsburgo en Europa Central y de los príncipes italianos.
Hacia 1570 las relaciones entre Inglaterra y España, hasta entonces amistosas, comenzaron a torcerse debido a una serie de circunstancias económicas, políticas y religiosas:
El protestantismo inglés se enfrentaba al catolicismo español; Isabel I de Inglaterra había sido excomulgada por el papa Pío V en 1570, y Felipe II de España había firmado en 1584 el tratado de Joinville con la Santa Liga de París, a fin de combatir el protestantismo.
Las constantes expediciones de los corsarios ingleses contra los territorios españoles en las Indias y contra la flota del tesoro, que cargada de riquezas alimentaba las finanzas de la metrópoli, suponían para España una amenaza a sus intereses económicos.
El apoyo inglés a las Provincias Unidas de los Países Bajos, enemigas de España en la guerra de Flandes, quedó plasmado en el tratado de Nonsuch de 1585, mediante el cual se pactaba una alianza militar anglo-holandesa contra España. El apoyo inglés a Don Antonio, pretendiente al trono portugués, era otra fuente de disputas.

### La guerra
En 1585 la tensión existente entre ambos países desembocó en la guerra anglo-española de 1585-1604. Desde el comienzo de esta, Felipe II intentó invadir Inglaterra y deponer a Isabel I, valiéndose para ello de la armada española. La expedición de Drake de 1587, en la que la flota española en Cádiz resultó destruida, y la derrota de la Armada Invencible en 1588 supusieron graves daños para España en el desarrollo de la guerra, pero el rey español no cejó en sus intenciones. En 1596 el mal tiempo desbarata la nueva Gran Armada y se iba a dirigir hacia Irlanda para apoyar a los católicos irlandeses en su lucha contra Inglaterra. Y un año más tarde nuevamente solo el clima impidió el éxito de una nueva flota de invasión (Invasión española de Inglaterra de 1597) más grande que las anteriores y que amenazó Londres.
La muerte de John Hawkins en 1595 y de Francis Drake en enero de 1596 privaron a Inglaterra de dos de sus corsarios más efectivos. El apoyo español a los rebeldes irlandeses, que en aquella época mantenían contra Inglaterra la guerra de los Nueve Años, era otra amenaza más para Inglaterra. En abril de 1596 los tercios españoles tomaron a los hugonotes franceses la ciudad de Calais, desde donde se podría fácilmente acometer la invasión de las islas británicas por su cercanía geográfica. Ante la amenaza de una invasión española inminente,
Isabel I ordenó atacar la flota española fondeada en Cádiz.

## Ataque a Cádiz

### Preparativos
El 13 de junio de 1596 la armada inglesa zarpó de Plymouth. Estaba formada por 150 naves inglesas, de las que 17 pertenecían a la Royal Navy, divididas en cuatro escuadras, con 6360 soldados de paga, 1000 voluntarios ingleses y 6772 marineros en total.

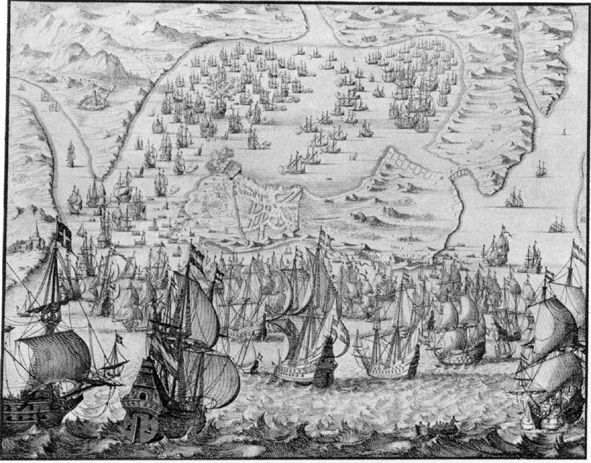
Ataque anglo-holandés, dirigido por el conde de Wesex.

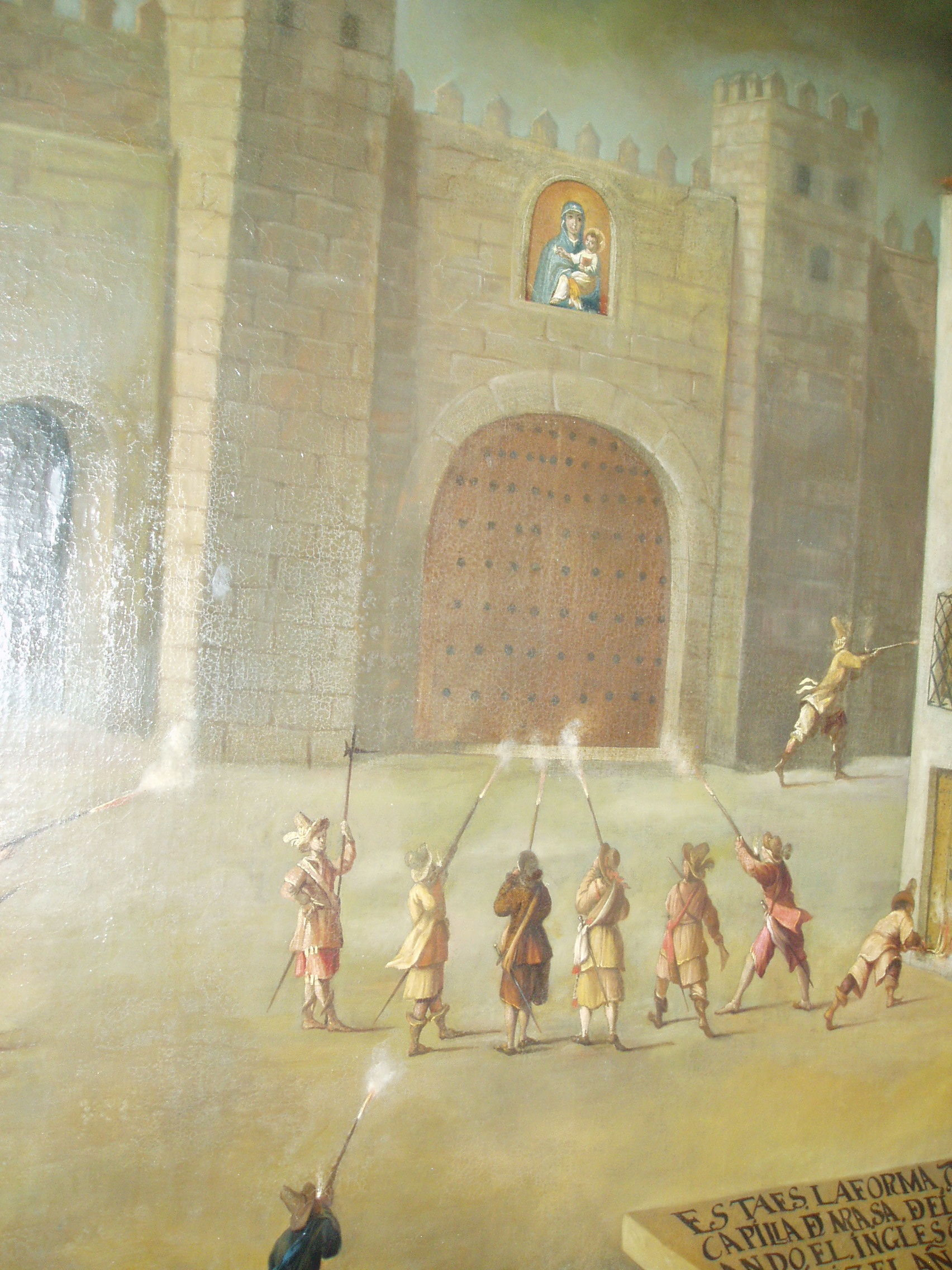
Detalle de un cuadro español del que muestra la Toma y saqueo de Cádiz de 1596 por una flota anglo-holandesa. Cuadro de la Casa-museo del Obispo, Cádiz.

Lord Effingham era el almirante al mando de la flota, mientras las fuerzas terrestres estaban bajo el mando de Robert Devereux, II conde de Essex; lord Thomas Howard, sir Walter Raleigh y sir Francis Vere dirigían cada uno una escuadra; Anthony Ashley era secretario del consejo de guerra.
Cristóbal y Manuel de Portugal, hijos del prior de Crato, y (supuestamente) Antonio Pérez también iban a bordo, aunque sin mando. A estas fuerzas se unieron otras 20 naves de las Provincias Unidas con 2000 hombres a bordo, que bajo el mando  del almirante John de Duyvenvoorde, señor de Warmond, se pondrían bajo las órdenes inglesas.

### Llegada a Cádiz
La ciudad de Cádiz ―con aproximadamente 6000 habitantes― era uno de los principales puertos españoles. El sábado 29 de junio de 1596 llegaron a Cádiz noticias procedentes de Lagos, en el Algarve portugués, en las que se avisaba de la presencia de una flota inglesa. En aquel momento había en la bahía de Cádiz unas 40 naves españolas de guerra, entre galeras y galeones, además de otras 16 naos de la flota de Indias, que prestas a zarpar a las Indias se encontraban desprovistas de armamento; estas, desde los primeros momentos, fueron a refugiarse a Puerto Real.
Juan Portocarrero y el marqués de Santa Cruz Álvaro de Bazán zarparon al frente de las galeras españolas, intentando impedir el paso de la flota inglesa hacia el interior de la bahía.
El domingo 30 de junio de 1596, a las dos de la mañana, se avistó desde Cádiz la flota inglesa, que no pudo entrar en la bahía por causa del mal tiempo. A las cinco de la mañana ambos contendientes comenzaron un intenso fuego de artillería; al cabo de dos horas la flota española, superada en número por la inglesa, debió retirarse hacia el interior de la bahía. En el enfrentamiento los galeones españoles San Andrés y San Mateo fueron capturados, mientras el San Felipe y el Santo Tomás encallaron, siendo incendiados por sus capitanes ante la posibilidad de ser capturados por los ingleses. Estos penetraron en la bahía a las ocho de la mañana.
A mediodía llegaron a Cádiz refuerzos enviados por el duque de Medina Sidonia Alonso Pérez de Guzmán desde Vejer, Jerez, Arcos, Medina Sidonia, Puerto Real y Chiclana, en su mayor parte soldados bisoños mal armados, juntando 5000 hombres
que se desplegaron desde Santa Catalina a San Felipe.

### Desembarco inglés
A las dos de la tarde no más de 2000 ingleses desembarcaron en El Puntal, poniendo en fuga a las fuerzas españolas encargadas de su defensa, que habían salido al combate sin nadie al mando. Antes de las cinco de la tarde la vanguardia de los atacantes tomó el control de la ciudad con escasa resistencia, mientras otra parte de su ejército avanzaba hacia el puente Zuazo, en San Fernando, que defendido por fuerzas españolas, no llegaron a cruzar; en la escaramuza habida frente a la ciudad hubo aproximadamente 25 bajas de cada bando. El fuerte de San Felipe se rendiría al día siguiente.
El mal estado de la artillería, escasamente amunicionada; la escasa preparación de las fuerzas españolas, mal armadas y abastecidas; y la falta de organización entre las autoridades españolas, motivaron la escasa resistencia opuesta a las fuerzas atacantes; la dirección de la defensa se sucedió improvisadamente entre el capitán Pedro de Guía y el corregidor Antonio Girón en Cádiz, y el duque de Medina Sidonia en Jerez: 

... el desorden ha sido, después de la voluntad del Señor, la causa de la perdición de esta ciudad, porque todos eran cabezas a mandar y ninguno había que supiese como pies obedecer, y así se perdió por no tener pies ni cabeza.

### Saqueo
Ya en posesión de la ciudad, las tropas inglesas se dedicaron al saqueo. Templos, casas y personas fueron objeto del pillaje, aunque se respetó la integridad de los gaditanos; «Que hicieron muy buen tratamiento a la gente y en particular a las mujeres, sin que se hiciera ofensa alguna» (Lope de Valenzuela).
Ante la posibilidad de que las fuerzas inglesas capturasen la flota española refugiada en Puerto Real, Alonso Pérez de Guzmán el Bueno y Zúñiga, el duque de Medina Sidonia, ordenó su destrucción. Se incendiaron 32 naves, incluyendo las galeras de la armada y las naos de la flota de Indias.
Al día siguiente, 3 de julio de 1596, las autoridades civiles y eclesiásticas de la ciudad pactaron con las tropas inglesas la salida de los habitantes de Cádiz, a cambio de un rescate de 120 000 ducados y la liberación de 51 prisioneros ingleses capturados en pasadas campañas; los gaditanos salieron de la ciudad hacia el puente Zuazo sin poder llevar más que lo puesto; en garantía por el pago del rescate pactado, varios ciudadanos principales de la ciudad, entre los que se encontraban el presidente de la Casa de Contratación, el corregidor, los regidores y religiosos, fueron apresados como rehenes.
El conde de Essex, Francis Vere y los mandos holandeses se mostraron partidarios de mantener la ciudad en poder anglo-holandés, aprovisionándola y guarnicionándola para su utilización como base de operaciones; el parecer contrario del almirante Howard y del resto de los oficiales ingleses, que consideraban la empresa azarosa y contraria a las órdenes de la reina inglesa, frustró los planes de ocupación permanente de la ciudad.
El 14 de julio los ingleses incendiaron Cádiz, y al día siguiente salieron de la bahía llevando consigo a los rehenes, al no haber podido satisfacer las autoridades españolas el pago por su rescate.

### En Portugal
En su camino de vuelta a Inglaterra, desembarcaron e incendiaron el pueblo de Faro (Portugal). A la altura de Lisboa recibieron noticias de la próxima llegada de la flota de Indias a las islas Azores; el conde de Essex propuso acometer la tarea de capturarla, pero el almirante Howard se opuso, alegando ser contrario a sus órdenes, con lo cual la flota siguió su camino hacia Plymouth, adonde llegaron pocos días después.

## Consecuencias
El saqueo de Cádiz de 1596 fue una de las grandes derrotas españolas en el transcurso de la guerra, junto con el ataque a Cádiz de 1587 (realizado por Drake) y la pérdida de la Armada Invencible en 1588. Las pérdidas económicas producidas por la expedición del conde de Essex contra la ciudad y la flota amarrada en el puerto, estimadas en 5 millones de ducados, contribuyeron a la quiebra de la Real Hacienda española ese mismo año. Sin embargo, la capacidad de recuperación de la armada española quedó patente en la organización de una flota en octubre de 1596 para atacar Irlanda y en septiembre de 1597 para atacar Inglaterra (Invasión española de Inglaterra de 1597), bajo el mando de Martín de Padilla, cuando intentaría infructuosamente atacar las costas inglesas.
La ciudad de Cádiz quedó devastada: además de las iglesias y hospitales se quemaron 290 casas de un total de 1303;
tras la partida de los ingleses, las autoridades españolas consideraron la posibilidad de fortificarla o desmantelarla, trasladándola al Puerto de Santa María; los ingenieros militares Luis Bravo de Laguna, Tiburzio Spannocchi, Peleazzo Fratín y Cristóbal de Rojas expusieron sus proyectos en este sentido.
Finalmente se decidió seguir los planes expuestos por Cristóbal de Rojas, quien inició la construcción de las fortificaciones en 1598. Felipe II concedió a la ciudad un plazo de diez años de exención en el pago de los impuestos.
Los rehenes no serían liberados hasta julio de 1603, tras la muerte de Isabel I y su sucesión por Jacobo I. Al año siguiente España e Inglaterra acordarían el final de la guerra mediante la firma del tratado de Londres.
Es de reseñar en el contexto de la guerra el gran fracaso de la contrarmada inglesa de 1589 con casi una centena de navíos hundidos o capturados y miles de soldados capturados o fallecidos. Cuyas consecuencias hicieron que los principales bucaneros ingleses como Drake y Hopkins fallecieran en aguas del Caribe perseguidos por navíos españoles. Este fracaso dejó la hacienda inglesa en total quiebra.